# Acrise
Acrise es una parroquia civil del distrito de Folkestone and Hythe, en el condado de Kent (Inglaterra).

## Geografía
Según la Oficina Nacional de Estadística británica, Acrise tiene una superficie de 5,43 km².

## Demografía
Según el censo de 2001, Acrise tenía 176 habitantes (48,86% varones, 51,14% mujeres) y una densidad de población de 32,41 hab/km². El 21,02% eran menores de 16 años, el 75% tenían entre 16 y 74 y el 3,98% eran mayores de 74. La media de edad era de 37,9 años. Del total de habitantes con 16 o más años, el 23,74% estaban solteros, el 60,43% casados y el 15,83% divorciados o viudos.
El 89,77% de los habitantes eran originarios del Reino Unido. El resto de países europeos englobaban al 5,11% de la población, mientras que el 5,11% había nacido en cualquier otro lugar. Según su grupo étnico, el 96,59% eran blancos, el 1,7% mestizos y el 1,7% asiáticos. El cristianismo era profesado por el 77,4%, el budismo por el 1,69% y el hinduismo por el 1,69%. El 14,69% no eran religiosos y el 4,52% no marcaron ninguna opción en el censo.
77 habitantes eran económicamente activos, todos ellos empleados. Había 65 hogares con residentes y ninguno vacío.